# Lull Guitars
Lull Guitars es un taller artesanal estadounidense especializado en la fabricación de bajos eléctricos de alta gama.
Mike Lull construyó su primer bajo para sí mismo en 1967 porque no disponía de suficiente dinero para adquirir uno nuevo. Uniendo un cuerpo que el mismo había cortado al mástil de un bajo barato y destrozado que un amigo le había regaldo, y usando las componentes electrónicas de este último, consiguió obtener un bajo más o menos decente, pero según sus propias palabras en esta primera época no sabía en realidad que era lo que estaba haciendo. 
Después de dos años de uso, regalo este bajo a su hermano (quien a su vez se lo regaló a un vecino) para comprar un Fender Jazz Bass del 66 que enseguida comenzó a modificar y perfeccionar. En poco tiempo las habilidades de Mike llegaron a oídos de músicos locales que le entregaban sus instrumentos para tareas de reparación y mejora, y en 1976, Lull abrió su propio taller de reparaciones en Seattle
Fue en 1995 cuando Mike comenzó a plantearse seriamente la posibilidad de construir su propia línea de bajos, que respetando siempre la estética y diseño originales del Precision Bass y el Jazz Bass originales de Fender, entregan una paleta de sonidos más extensa y son además justamente reconocidos por el extraordinario confort que ofrecen.